# 大分県道39号小野市重岡線
大分県道39号小野市重岡線（おおいたけんどう39ごう おのいちしげおかせん）は、大分県佐伯市を通る県道（主要地方道）である。

## 概要
旧南海部郡宇目町のうち、国道326号沿線の小野市地区と国道10号沿線のJR九州日豊本線重岡駅を旧宇目町役場のある千束地区を経由して結ぶ路線である。

### 路線データ
- 起点：大分県佐伯市宇目大字小野市（宇目町上小野市交差点、国道326号交点）
- 終点：大分県佐伯市宇目大字大平（宇目町大原交差点、国道10号交点）

## 歴史
- 1993年（平成5年）5月11日 - 建設省から、県道小野市重岡線が小野市重岡線として主要地方道に指定される[1]。

## 路線状況

### 道路施設

#### トンネル
- 榎トンネル：延長243.0 m、1965年（昭和40年）竣工、佐伯市

## 地理

### 通過する自治体
- 佐伯市

### 交差する道路
| 交差する道路            | 交差する場所   | 交差する場所                |
| ----------------------- | -------------- | --------------------------- |
| 国道326号               | 宇目大字小野市 | 宇目町上小野市交差点 / 起点 |
| 大分県道53号野津宇目線  | 宇目大字千束   |                             |
| 大分県道609号上爪横川線 | 宇目大字塩見園 |                             |
| 国道10号                | 宇目大字大平   | 宇目町大原交差点 / 終点     |

### 交差する鉄道
- 日豊本線

### 沿線
- 佐伯市役所 宇目振興局（旧宇目町役場）
- 佐伯市立宇目緑豊中学校
- 佐伯市立宇目緑豊小学校
- 佐伯消防署 宇目分署